# Pero fusca
Pero fusca là một loài bướm đêm trong họ Geometridae.